# Wouter Goes
Wouter Goes (* 10. Juni 2004 in Amsterdam) ist ein niederländischer Fußballspieler. Der Verteidiger steht bei AZ Alkmaar unter Vertrag und ist niederländischer Nachwuchsnationalspieler.

## Karriere

### Verein
Wouter Goes wurde in Amsterdam geboren und spielte beim ASV Arsenal, ehe er zunächst in die Fußballschule von Ajax Amsterdam aufgenommen wurde. Von dort wechselte er 2016 zu AZ Alkmaar. Noch als U18-Jugendspieler kam er ab Januar 2022 zu seinen ersten Einsätzen bei der zweiten Mannschaft des Vereins in der zweithöchsten Spielklasse. Als Kapitän der U18-Mannschaft gewann er mit ihr in der Saison 2021/22 zudem den niederländischen A-Jugend-Pokal sowie in der anschließenden Saison 2022/23 die UEFA Youth League.
Am 4. Februar 2023 gab er beim 1:1-Unentschieden im Auswärtsspiel gegen den FC Volendam sein Debüt für die erste Mannschaft in der Eredivisie. Bis zum Saisonende kam er wettbewerbsübergreifend zu insgesamt elf Pflichtspieleinsätzen mit der Profimannschaft. In der anschließenden Saison 2023/24 kam er weiterhin sowohl in der Erstliga- als auch in der Zweitliga-Mannschaft der Alkmaarer zum Einsatz, wobei er 18 Pflichtspiele mit der ersten Mannschaft und elf Spiele in der Reserve bestritt.

### Nationalmannschaft
Wouter Goes durchlief ab Januar 2019 verschiedene niederländische Nachwuchsnationalmannschaften ab der U15. Dort debütierte er beim 2:0-Sieg im Testspiel im spanischen San Pedro del Pinatar gegen Ungarn und kam bis Mai 2019 zu insgesamt vier Einsätzen. Von November 2019 bis Februar 2020 spielte Goes dann in drei Partien für die niederländische U16-Nationalmannschaft, bevor er am 6. September 2021 beim 5:0-Sieg im Testspiel in ’s-Gravenzande gegen Italien sein erstes Spiel im Trikot der niederländischen U18 absolvierte. Bis März 2022 kam er für diese Altersklasse zu fünf Einsätzen. Nach zwei Länderspieleinsätzen für die U19 im September 2022 gehört er seit März 2024 der U21-Nationalmannschaft an.